# Уральские казаки

Джигитовка, Казаки Уральской линии, Российской Империи, 1834 — 1836 годы.

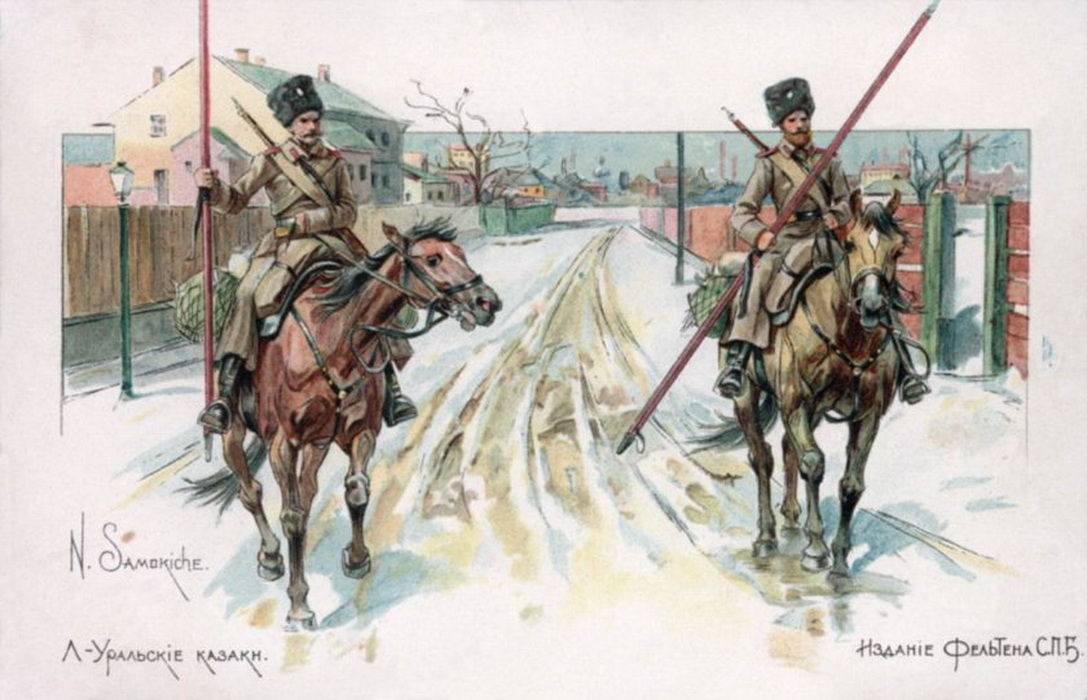
Уральские казаки (худ. Николай Самокиш)

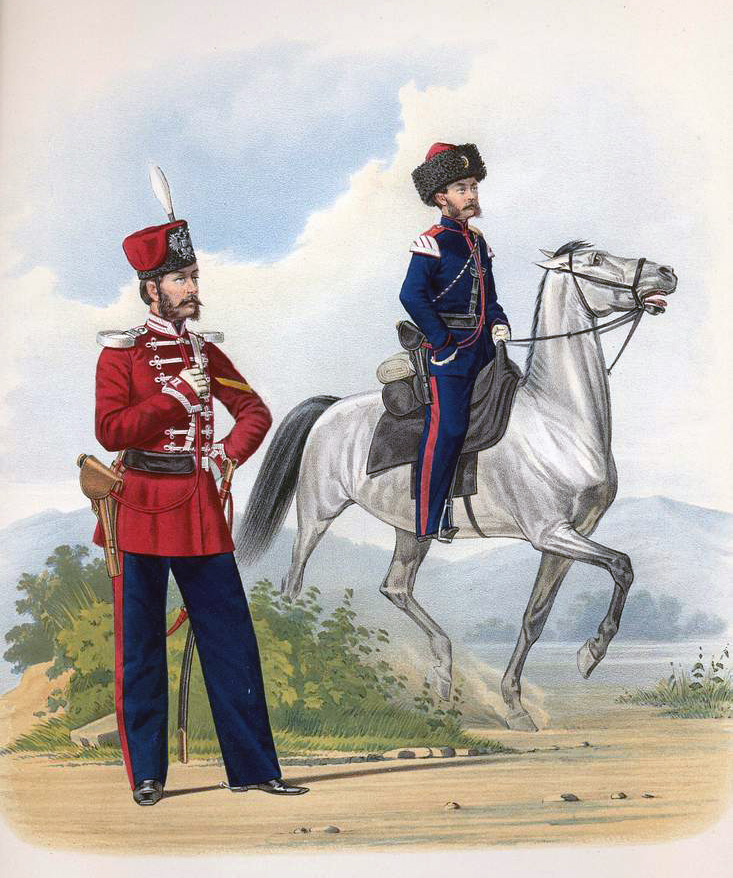
Пиратский К. К. Л.-Гв. Уральский Казачий дивизион и Уральское Казачье войско. 1867 г. (Парадная форма).

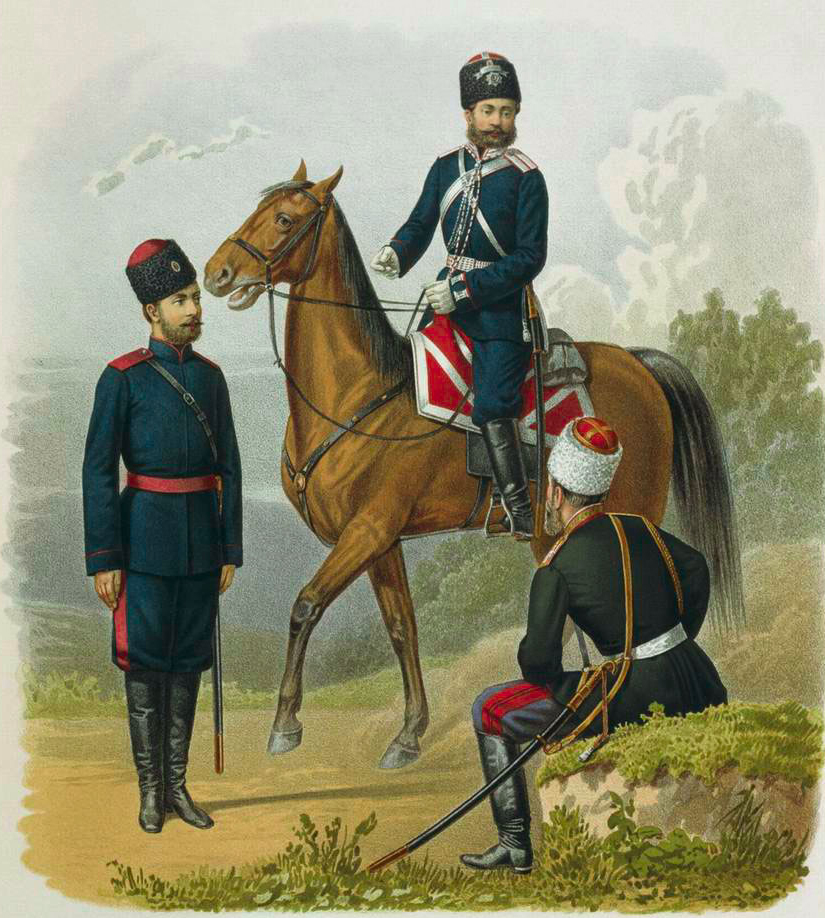
Генерал-Адъютант, Обер-Офицер Лейб-Гвардии Казачьего Его Величества полка и Казак полевых конных полков Уральского Казачьего войска. 1883

Ура́льские каза́ки (ура́льцы) или Ура́льское каза́чье во́йско (до 1775 года и после 1917 года — Я́и́цкое каза́чье во́йско) — часть сословия казаков в Российской империи.
Уральские казаки размещаются на западе Уральской области (ныне северо-западные области Казахстана и юго-западная часть Оренбургской области), по среднему и нижнему течению реки Урал (до 1775 — Яик). Старшинство войска с 9 июля 1591 года, в этот месяц Яицкие казаки приняли участие в походе Царских войск против Шамхала Тарковского. Войсковой штаб — Уральск (до 1775 года назывался Яицкий городок). Религиозная принадлежность: большинство — православные христиане (главным образом единоверцы), но есть старообрядцы, мусульмане (до 8 %) и буддисты (ламаисты) (1,5 %). Войсковой праздник, войсковой круг 8 (21 по новому стилю) ноября —день Святого Архангела Михаила. Печатный орган Уральского Казачьего войска — «Уральские войсковые ведомости».

## Символика
Одно из полковых знамён уральских казаков (образца 1883 года) представляло собой тёмно-синее полотнище с малиновой каймой и изображением Архистратига Михаила. Одно из знамён было вывезено в Австралию и в XXI веке возвращено в Россию (Оренбург). Соответственно уральские казаки носили синие мундиры и фуражки, а околыши и лампасы у них были малиновые.

## История

### Ранняя история
В 1584 году несколько сотен донских и волжских казаков захватило земли Ногайской Орды вдоль реки Яик. В числе их предводителей называются Матвей Мещеряк и атаман Богдан Барбоша. Другая версия углубляет историю яицких казаков на столетие, но связывает их предков с Доном и атаманом Гугней. В соседстве новых поселенцев кочевали некоторые татарские семейства, отделившиеся от улусов Золотой Орды и искавшие привольных пажитей на берегах того же Яика. Сначала оба племени враждовали между собою, но впоследствии времени вошли в дружелюбные сношения: казаки стали получать жён из татарских улусов. Сохранилось поэтическое предание: казаки, страстные к холостой жизни, положили между собой убивать приживаемых детей, а жён бросать при выступлении в новый поход. Один из их атаманов, по имени Гугня, первый преступил жестокий закон, пощадив молодую жену, и казаки, по примеру атамана, покорились игу семейственной жизни. Скорее всего, эта легенда имела под собой реальные основания, до самого XIX века уральские казачки ставили в церквях свечи в память о бабушке Гугнихе.
Живя набегами и захватами чужих земель, окружённые племенами, желавшими отомстить и отбить свои земли, казаки чувствовали необходимость в сильном покровительстве и в царствование Михаила Фёдоровича послали от себя в Москву просить государя, чтоб он принял их под свою высокую руку. Поселение казаков вдоль Яика было завоеванием, коего важность была очевидна. Царь обласкал новых подданных и пожаловал им грамоту на реку Яик, отдав им её от вершины до устья и дозволяя им набираться на житьё вольными людьми.
Число их час от часу умножалось. Они продолжали разъезжать по Каспийскому морю, соединялись там с донскими казаками, вместе нападали на торговые персидские суда и грабили приморские селения, убивая всех, кто сопротивлялся. Шах жаловался русскому царю. Из Москвы посланы были на Дон и на Яик увещевательные грамоты.
Казаки на лодках, ещё нагруженных добычей, поехали Волгою в Нижний Новгород; оттуда отправились в Москву и явились ко двору с повинной головой, каждый неся топор и плаху. Им велено было ехать в Польшу и под Ригу — заслуживать там свои вины, а на Яик посланы были стрельцы, впоследствии времени составившие с казаками одно племя.
Стенька Разин посетил яицкие жилища. По свидетельству летописей, «казаки приняли его как неприятеля. Городок их был взят сим отважным мятежником, а стрельцы, там находившиеся, побиты или потоплены». Изначальным центром поселений казаков на Яике был находившийся в устье реки Илек Кош-Яик. Казаки в основном занимались рыболовством, а также добычей соли, охотой. Войско управлялось кругом, который собирался в Яицком городке. Все казаки имели подушевое право на пользование угодьями и на участие в выборах атаманов и войсковой старшины.

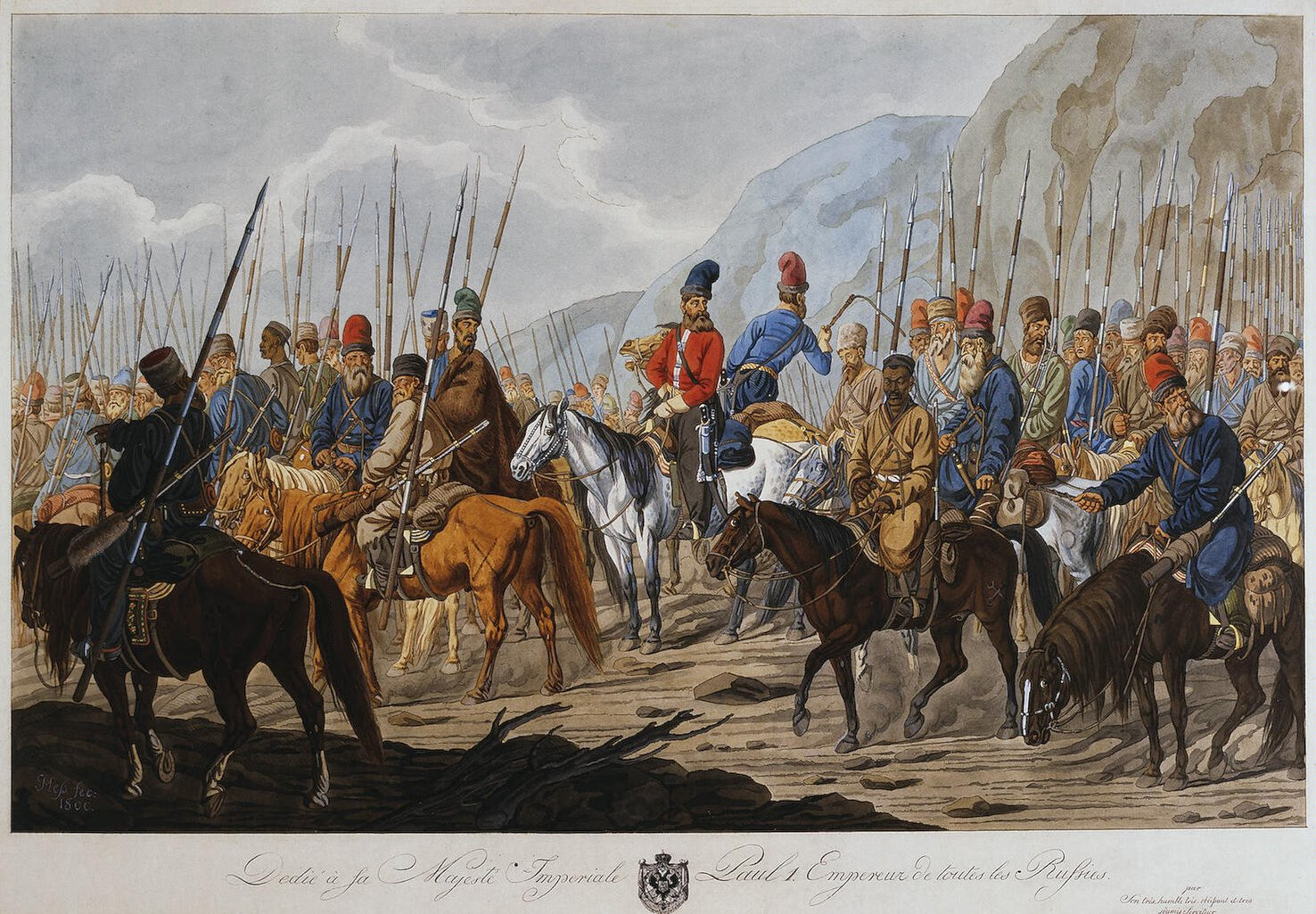
Яицкие казаки в походе

С 1591 года русское правительство привлекало яицких казаков для охраны юго-восточных границ захваченных земель и военной колонизации, разрешая им вначале приём беглых (в 1891 году Войско торжественно отмечало 300 лет служения московскому царю, по этому случаю был заложен храм Христа-Спасителя). В тот год яицкие казаки (500 человек) впервые участвовали в походе астраханских воевод Ивана Сицкого и Пушкина против Шамхала Тарковского. Известно их участие в походе воеводы А. И. Сонцова-Засекина 1629 года против крымских татар, в Смоленской войне 1632—1634 годов, в русско-польской войне 1654—1667 гг., в Чигиринских походах, в подавлении башкирских бунтов под Мензелинском в 1680 и 1683 годах, в Крымских походах, в Азовских походах и в ряде кампаний Северной войны (в том числе в Нарвской битве).
В 1632 году была произведена первая перепись яицких казаков, которых оказалось около 900 душ. После этого на Южный Урал начали попадать и другие нерусские группы для освоения и колонизации, среди которых особенно массовой группой были шведские военнопленные времён Северной Войны.

У нашего великого государя, против его государских недругов, рать собирается многая и несчётная, а строения бывает разного: …

Казаки донские, терские, яицкие бьются огненным боем; а запорожские черкасы — и огненным, и лучным.— Описание Русского войска, данное Козимо Медичи, во Флоренции, стольником И. И. Чемодановым (посол в Венеции), в 1656 году.
Яицкие казаки приняли участие в Хивинском походе 1717 года князя Бекович-Черкасского, из которого мало кто вернулся (для Войска по переписи 1723 года показавшей чуть больше чем 5000 человек, 1500 погибших было серьёзной потерей).
С 1591 по 1718 годы яицкие казаки участвовали в 24 военных походах.
В 1718 году правительство назначило атамана и его помощника; часть казаков объявлена беглыми и подлежала возврату на прежнее место жительства. В 1720 году произошли волнения яицких казаков, которые не подчинились приказу царских властей о возврате беглых и замене выборного атамана назначенным. В 1723 году волнения были подавлены, руководители казнены, выборность атаманов и старшины упразднена, после чего войско оказалось разделённым на старшинскую и войсковую стороны, в которой первые держались правительства, как гарантирующего их положение, вторые требовали вернуть традиционное самоуправление.
В 1748 году была введена постоянная организация (штат) войска, разделённого на 7 полков; войсковой круг окончательно утратил своё значение.

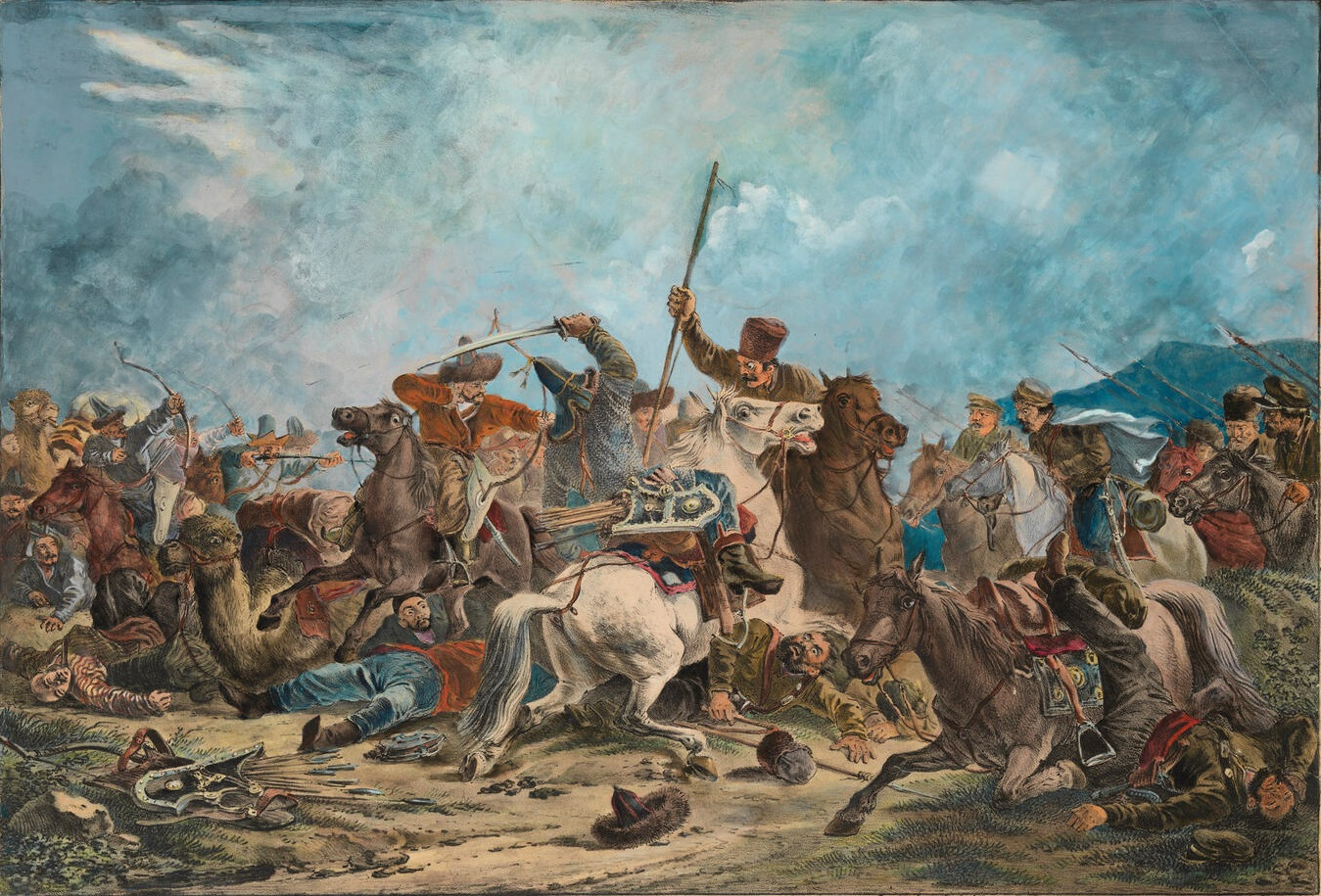
Уральские казаки участвовали во всех азиатских походах России

В 1750 году Яицкому казачьему войску императрицей было пожаловано право на винокурни то есть право свободного винокурения, и в 1760 году императрицей было пожаловано право Яицкому войску добывать у себя и продавать по всей империи икру, не подчиняясь астраханскому откупу.

### Пугачёвское восстание
Недовольство новыми порядками вызвало Яицкое казачье восстание 1772 года и участие яицких казаков в Крестьянской войне 1773—1775 годов. Восстание 1772 года, в отличие от Пугачёвского, мало известно. Глухое упоминание о нём встречается в «Капитанской дочке» Пушкина, когда при первой встрече Петруши Гринёва с самозванцем, тот в придорожном трактире обсуждает с хозяином тайным языком поражение казаков. В январе 1772 года в Яицкий городок прибывают генерал-майор фон Траубенберг и капитан гвардии Дурново с отрядом. Разбирая различные тяжбы и провинности, фон Траубенберг без раздумья подвергает порке казаков, не привыкших к такому обращению с собой. Немудрено, что гнев вылился в бунт, пришедший отряд правительственных войск и сам фон Траубенберг буквально были порублены на куски, а заодно досталось и войсковому атаману Тамбовцеву, пытавшемуся защитить генерала.
В мае 1772 года оренбургский генерал-губернатор Рейнсдорп снаряжает карательную экспедицию для подавления бунта. Генерал Фрейман рассеял казаков, возглавляемых будущими пугачёвскими генералами И. Пономарёвым, И. Ульяновым, И. Зарубиным-Чикой, и 6 июня 1772 года занял Яицкий городок. Затем последовали казни и наказания, зачинщиков, которых сумели схватить, четвертовали, прочим рвали ноздри, отрезали языки и уши, клеймили лбы.

Край в ту пору был глухой, поэтому многим удалось скрыться в степи на отдалённых хуторах. Последовал указ Екатерины II — «Сим высочайшим повелением запрещается до будущего нашего указа сходиться в круги по прежнему обыкновению».

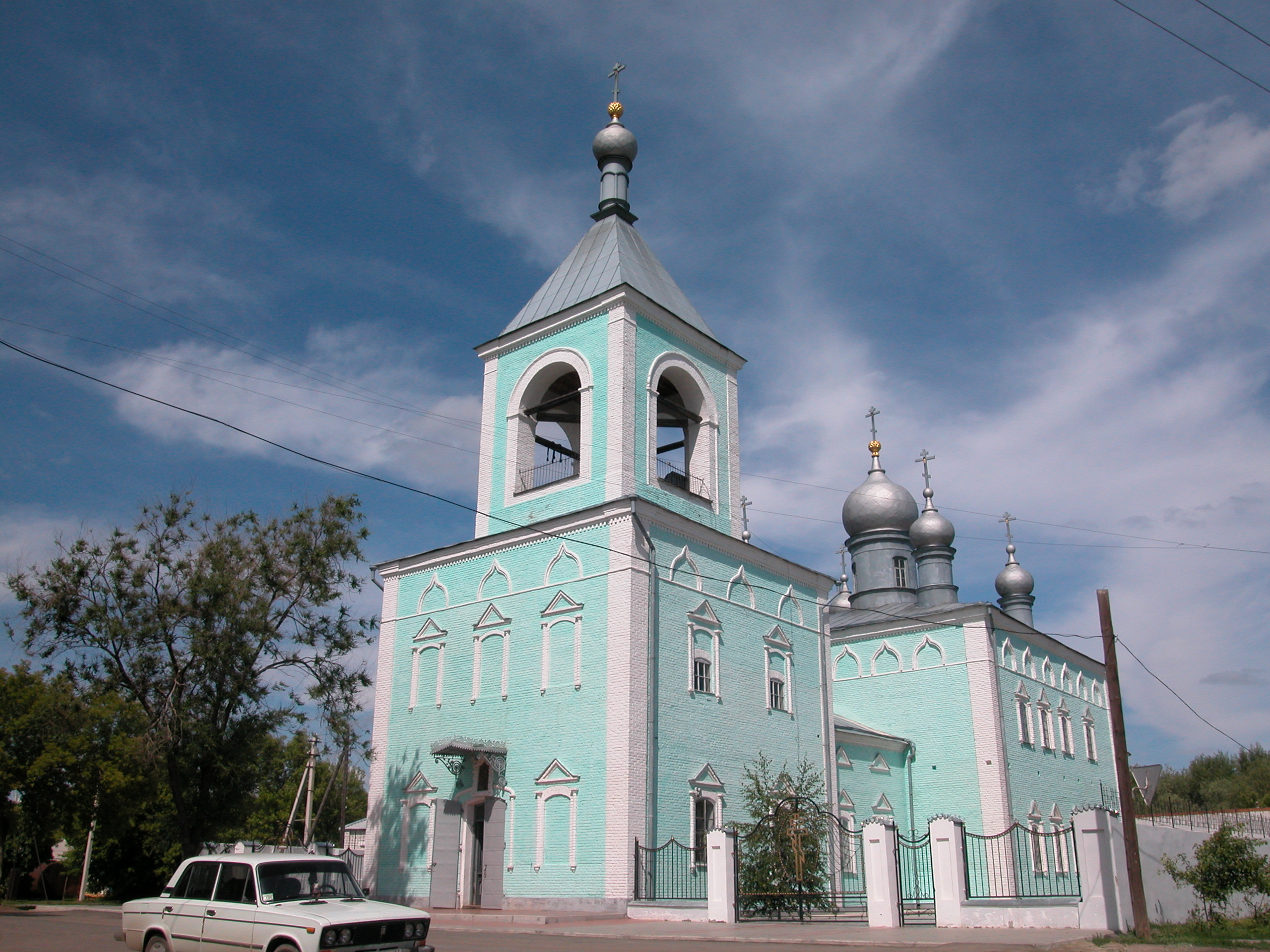
Собор Архангела Михаила (1741) в Уральске — свидетель пугачёвского бунта

 В Яицком городке, в крепости Михайло-Архангельского собора разместили постоянный гарнизон во главе с комендантом подполковником Симоновым и капитаном Крыловым, отцом будущего баснописца Ивана Андреевича Крылова.
Начало восстания в 1773 году было по сути продолжением предыдущего, так как репрессиями царское правительство лишь загнало недовольство вглубь и при первом же поводе оно вновь вырвалось наружу, теперь уже вылившись в настоящую войну, в ходе которой к казакам присоединились «инородцы» — башкиры, казахи, и огромная мужицкая Россия. Слух о том, что в землях войска скрывается «царь Пётр Фёдорович», не убитый своей «жёнкой» (Екатерина II), а выживший и нуждающийся в помощи для возвращения на престол, бродил по Яику с весны 1773 года. Большинство знавших беглого донца Пугачёва, конечно, знали правду. Казаки, особенно те, что прятались по хуторам после 1772 года, только ждали повода к выступлению, и самозванец такой повод им дал.
О ПОЖАЛОВАНИИ ЕГО РЕКОЮ,

ЗЕМЛЕЮ, ДЕНЕЖНЫМ ЖАЛОВАНЬЕМ 

И ХЛЕБНЫМ ПРОВИАНТОМ, 

Самодержавного амператора, нашего

великаго государя Петра Федоровича

всероссийскаго: и прочая, и прочая, и прочая.
Во имянном моем указе изображено

яицкому войску: Как вы, други мои,

прежным царям служили до капли

своей до крови, дяды и оцы вошы,

так и вы послужити за своё отечество

мне, великому государю амператору

Петру Федаравичу. Когда вы устоити

за своё отечество, и ни истечет

ваша слава казачья от ныне и до веку

и у детей вашых. Будите мною,

великим государям, жалованы:

казаки и калмыки и татары. И которые

мне, государю императорскому

величеству Петру Фе(до)равичу,

виновныя были, и я, государь

Петр Федаравич, во всех винах

прощаю и жаловаю я вас: рякою с

веръшын и до усья, и землею, и

травами, и денижъным жалованьям,

и свиньцом, и порахам, и хлебныим

правиянтьтам.

Поход начался 17 сентября 1773 года, из Бударинского форпоста (ныне посёлок Бударино Западно-Казахстанской области) к Яицкому городку направились около 200 человек, и, хотя город взять не удалось, часть казаков, направленных навстречу восставшим, перешло на их сторону. Казаки, поддержавшие «государя амператора Петра», были основной военной силой Пугачёва, одержали вместе с ним ряд первых побед, взяв по дороге к Оренбургу крепости Рассыпную, Нижнеозёрную, Татищевскую, без боя Чернореченскую крепость, затем Каргалинскую (Сеитову) слободу и Сакмарский городок, в течение полугода безуспешно осаждали Оренбург, в это время армия самозванца непрерывно пополнялась отрядами крестьян, уральских заводских рабочих, башкир, татар, калмыков, казахов. В ноябре казаками во главе с Овчинниковым и Зарубиным-Чикой была разбита экспедиция под командованием генерал-майора Кара.

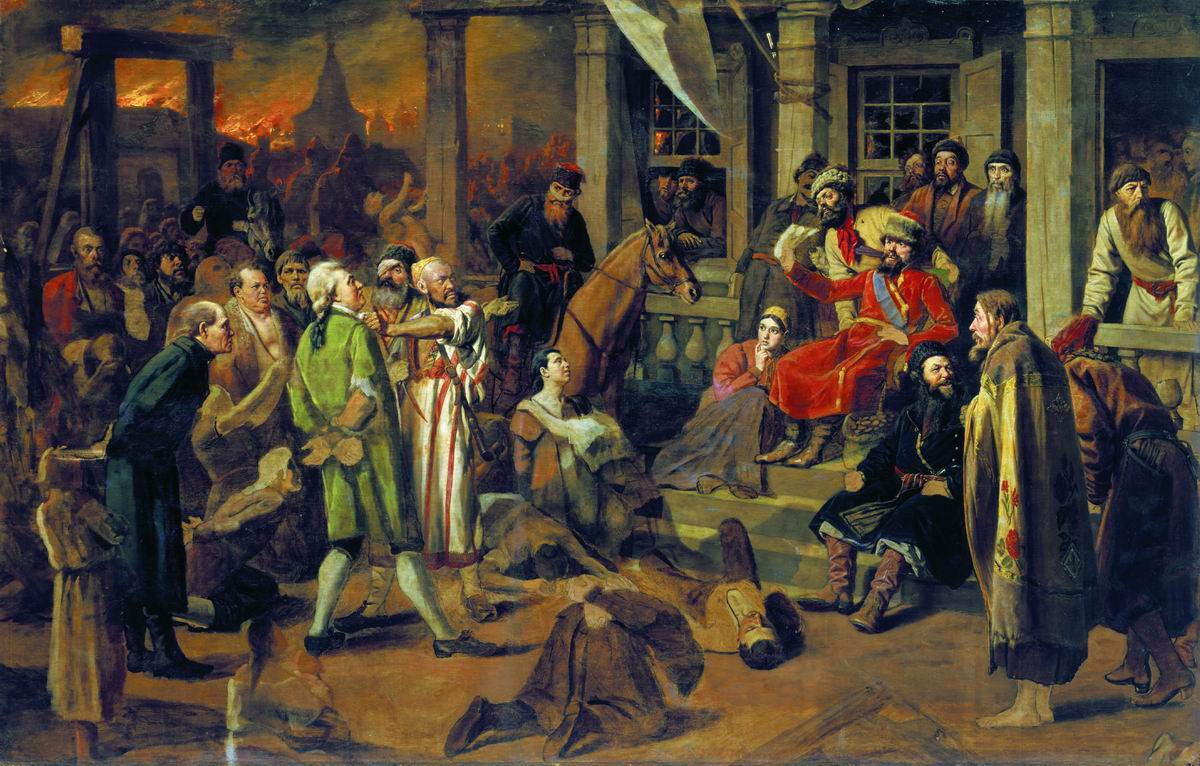
Василий Перов «Суд Пугачёва», 1879, Русский музей, Санкт-Петербург

В это же время в Яицком городке под командованием атамана М. П. Толкачёва начинается осада крепости Михайло-Архангельского собора — «ретраншмента». В начале января 1774 сюда же подошёл отряд атамана А. А. Овчинникова, а вслед за ним приехал и сам Пугачёв. Он взял на себя руководство боевыми действиями против осажденной городовой крепости, но после неудавшегося штурма 20 января вернулся к своему войску под Оренбург. В самом конце января Пугачёв снова появился в Яицком городке. Казаки, желая покрепче привязать его к войску, женили царя на молодой казачке Устинье Кузнецовой, после свадьбы поселив их в доме бывшего войскового атамана А. Н. Бородина. Пугачёв собирает войсковой круг, на котором войсковым атаманом избрали Н. А. Каргина, а старшинами — А. П. Перфильева и И. А. Фофанова. В том же месяце атаман Овчинников предпринял поход в низовья Яика, к Гурьеву городку, штурмом овладел его кремлем, захватил богатые трофеи и пополнил отряд местными казаками, приведя их в Яицкий городок.

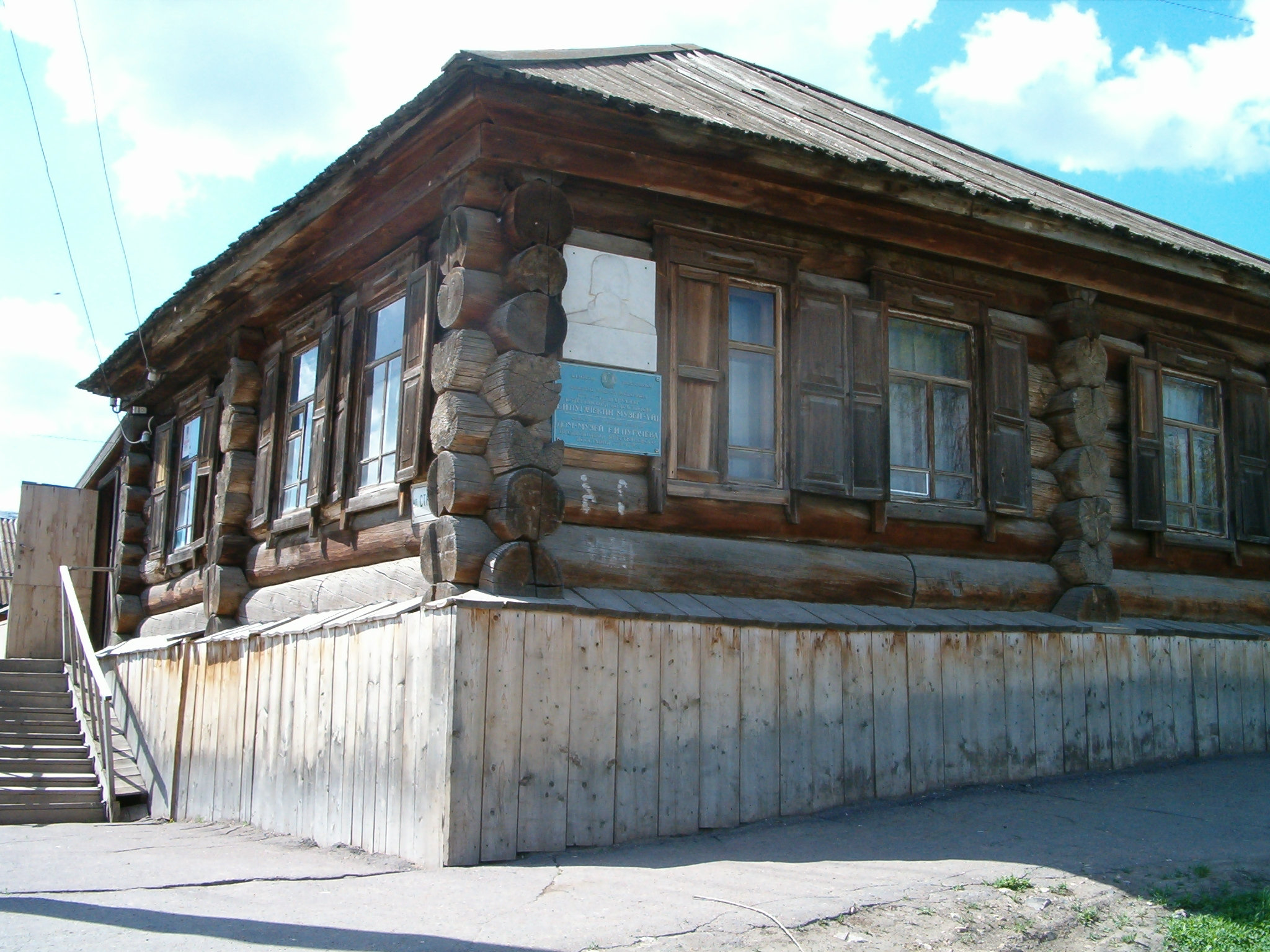
Дом казака Кузнецова — «царёва» тестя

В марте 1774 года у стен Татищевой крепости войска генерала П. М. Голицына нанесли поражение повстанцам, Пугачёв отошёл к Бердской слободе, остававшийся в крепости Овчинников прикрывал отход пока не кончились пушечные заряды, а потом с тремя сотнями казаков прорвался через неприятельские цепи и отошёл к Нижнеозерной крепости. В середине апреля 1774 казаки, возглавляемые Овчинниковым, Перфильевым и Дехтяревым, выступили из Яицкого городка против бригады генерала П. Д. Мансурова. В бою 15 апреля у реки Быковки пугачёвцы потерпели тяжелое поражение (среди сотни казаков, павших в бою, был и атаман Дехтярев). После этого поражения Овчинников собрал разрозненные казачьи отряды и глухими степями вышел к Пугачёву у Магнитной крепости. Последовал то ли поход, то ли бегство по Уралу, Прикамью и Поволжью, Башкирии, взятие Казани, Саратова, Камышина. Преследуемые войсками Михельсона, казаки теряли своих атаманов, кого плененными — как Чику-Зарубина под Уфой, кого убитыми. Войско то превращалось в горстку казаков, то снова наполнялось десятками тысяч мужиков.
После того, как озабоченная длительностью бунта Екатерина Великая направила войска с турецких границ во главе с Суворовым, и тяжёлые поражения посыпались одно за другим, верхушка казаков решила получить прощение путём сдачи Пугачёва. Между степными речками Узенями они связали и выдали Пугачёва правительственным войскам. Суворов лично допрашивал самозванца, а после возглавил конвоирование посаженного в клетку «царя» в Москву. Основные сподвижники из числа яицких казаков — Чика-Зарубин, Перфильев, Шигаев были приговорены к казни вместе с Пугачёвым. После подавления восстания, в 1775 году по Екатерина II издала по инициативе Г. Потемкина указ о том, что в целях полного предания забвению случившейся смуты Яицкое войско переименовывается в Уральское казачье войско, Яицкий городок в Уральск, и войско утратило остатки былой автономии.

### Уральское казачье войско

Карта земли Уральского казачьего войска в 1831 году

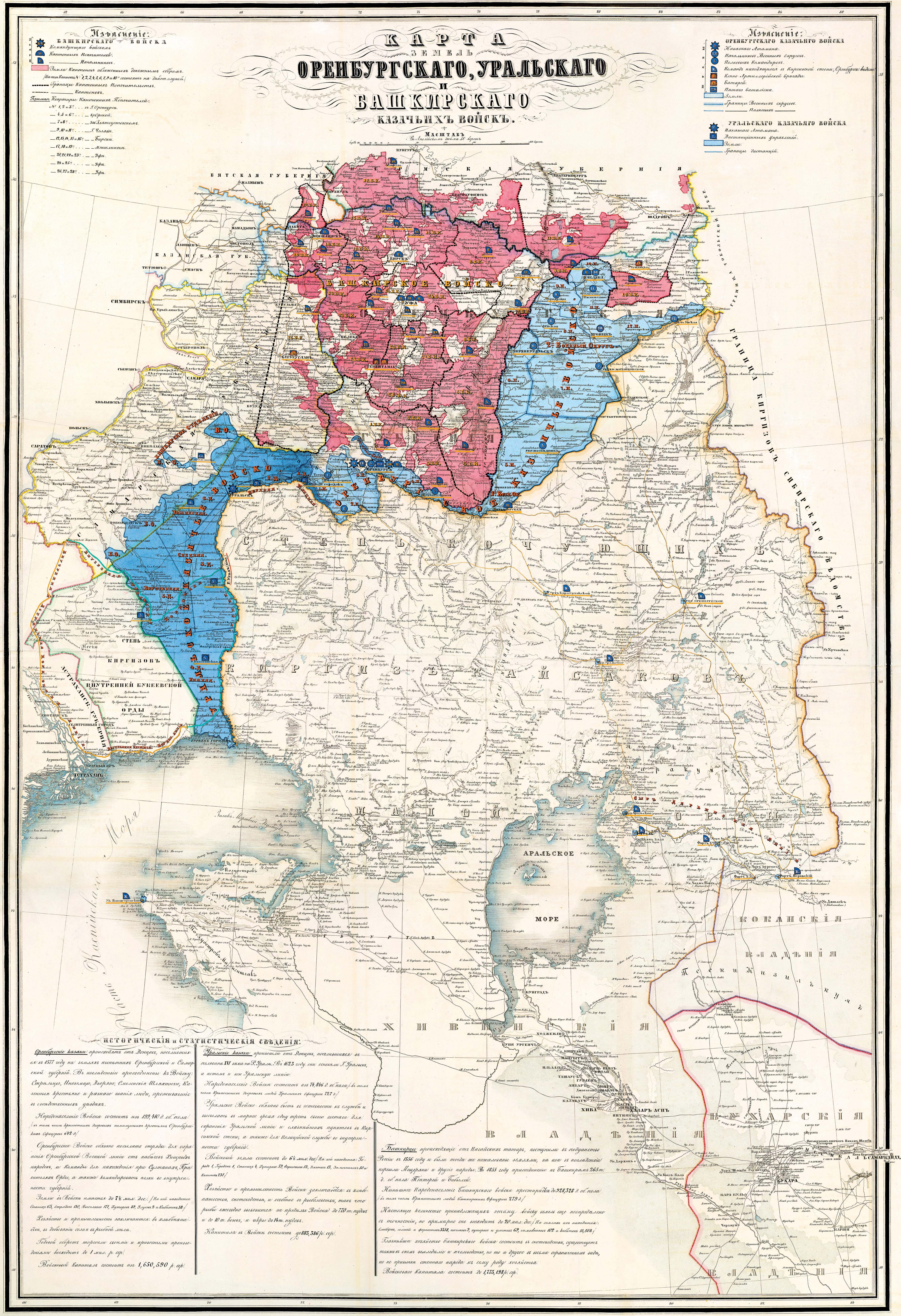
Карта земель Оренбургского, Уральского и Башкирского казачьих войск в 1858 году.

Карта земель Уральского казачьего войска в 1890 году

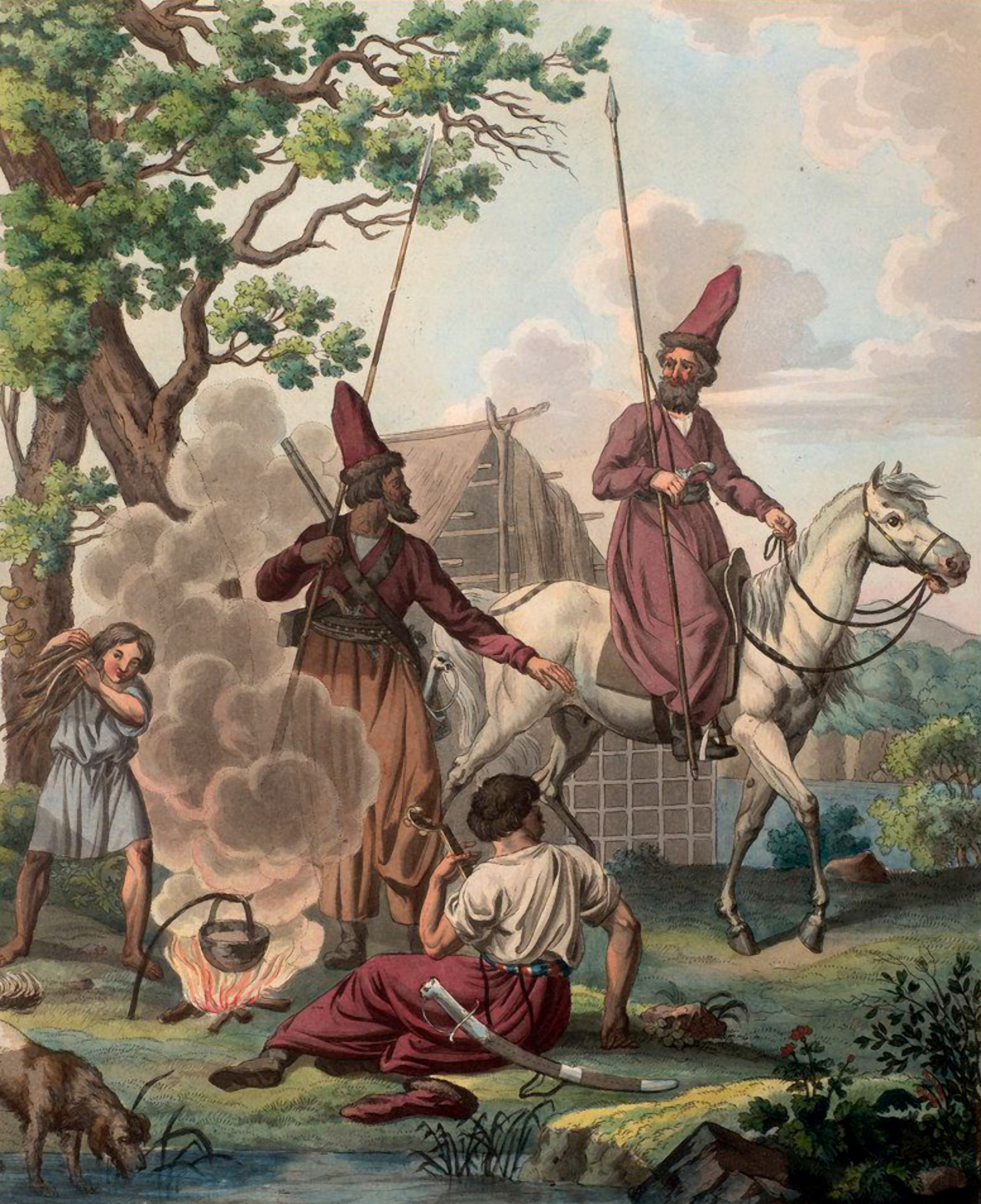
Е. М. Корнеев
«Пикет Уральских казаков». 1802 г.

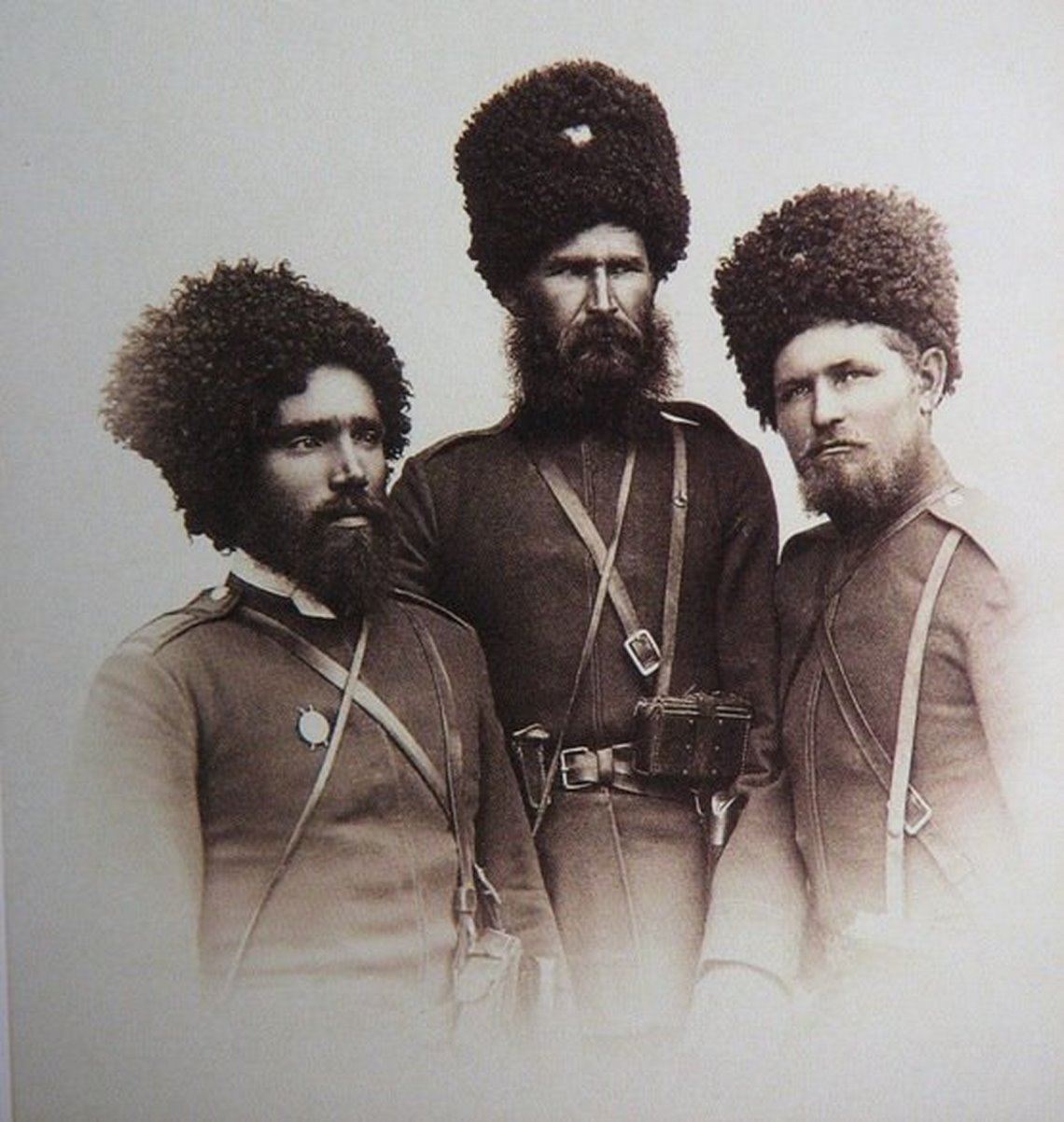
Уральские казаки (вторая половина XIX века)

Главой уральского казачества были поставлены наказной атаман и войсковое управление. С 1782 года оно управлялось то астраханским, то оренбургским генерал-губернатором. В 1868 году было введено новое «Временное положение», по которому Уральское казачье войско было подчинено генерал-губернатору (он же наказный атаман) вновь образованной Уральской области. Территория Уральского казачьего войска составляла 7,06 млн га и делилась на 3 отдела (Уральский, Лбищенский и Гурьевский) с населением 290 тысяч человек (на 1916 год), в том числе казачьего — 166,4 тысяч человек в 480 населённых пунктах, объединённых в 30 станиц. В 1737 году яицкие казаки, двигаясь вверх по р. Яику основали Илецкий городок. Илецкие казаки были остатками Волгских казаков-старообрядцев, переселенных из под Самары на речку Илек в 1735 г.; четыре станицы Илецких казаков принадлежали к первому полковому отделу Уральского казачьего Войска, но при этом уральские старожилы не считали их вполне своими, по той причине, что они переселены в бассейн Урала по распоряжению русской власти; илецкие станицы не принимались в войсковую общину и не получили права участвовать в общественном рыболовстве Нижнего Урала.
Войско имело удлинённый срок службы (с 19 лет до 41 года). В мирное время выставляло 3 конных полка (16 сотен), сотню в Лейб-гвардии Сводно-казачий полк и 2 команды (всего 2973 человек).
Среди других казачьих частей Российской империи Уральское казачье войско отличалось большим своеобразием. Уральцы выделялись внешним видом — большинство из них не брило бород, хотя количество староверов в войске в течение XIX века уменьшалось. Быт и культура уральских казаков основывались на традициях старообрядчества и мало воспринимали уклад жизни русского этнического ядра. Войско до 1917 года оставалось единой земельно-речной общиной, земля и рыбные угодья считались собственность всего войска и каждый казак имел право пользоваться дарами природы на всей его территории. Постаничный раздел сельскохозяйственных земель здесь отсутствовал. В хозяйственном плане уральские казаки были весьма крепкими, наличие в хозяйстве нескольких лошадей и коров считалось само собой разумеющимся. Зажиточные казаки для работ в хозяйстве (в том числе и в качестве батраков) привлекали не более бедных соседей-казаков, а нанимали крестьян из великороссийских губерний или казахов. Хотя внутренняя спайка в среде казаков всегда считалась важнейшим элементом, в Уральском войске благодаря его относительной однородности и обособленности она достигала особой крепости.

### Войсковые части
- 1-й Уральский казачий полк. 1891.9.7. Юб. знамя образца 1883. При обычной казачьей форме полк носил мундиры и чекмени—тёмно-синие, клапана шинелей, лампасы. верх папахи, погоны, околыши фуражек и выпушка—малиновые; Полотнище тёмно-синее, кайма малиновая, шитье серебряное. Навершие образца 1883 высеребренное. Древко чёрное. «1591-1891». Икона неизвестна. Александр. юб. ленты «1891 года». Состояние хорошее. Судьба неизвестна.
- 2-й Уральский казачий полк. 1891.9.7. Юб. знамя образца 1883. Полотнище тёмно-синее, кайма малиновая, шитье серебряное. Навершие образца 1883 высеребренное. Древко чёрное. «1591-1891». Икона неизвестна. Александр. юб. ленты «1891 года». Состояние хорошее. Судьба неизвестна.
- 3-й Уральский казачий полк. 1891.9.7. Юб. знамя образца 1883. Полотнище тёмно-синее, кайма малиновая, шитье серебряное. Навершие образца 1883 высеребренное. Древко чёрное. «1591-1891». Икона неизвестна. Александр. юб. ленты «1891 года». Состояние хорошее. Судьба неизвестна.
- 4-й Уральский казачий полк. 1891.9.7. Юб. знамя образца 1883. Полотнище тёмно-синее, кайма малиновая, шитье серебряное. Навершие образца 1883 высеребренное. Древко чёрное. «1591-1891». Икона неизвестна. Александр. юб. ленты «1891 года». Состояние хорошее. Судьба неизвестна.
- 5-й Уральский казачий полк. 1891.9.7. Юб. знамя образца 1883. Полотнище тёмно-синее, кайма малиновая, шитье серебряное. Навершие образца 1883 высеребренное. Древко чёрное. «1591-1891». Икона неизвестна. Александр. юб. ленты «1891 года». Состояние хорошее. Судьба неизвестна.
- 6-й Уральский казачий полк. 1891.9.7. Юб. знамя образца 1883. Полотнище тёмно-синее, кайма малиновая, шитье серебряное. Навершие образца 1883 высеребренное. Древко чёрное. «1591-1891». Икона неизвестна. Александр. юб. ленты «1891 года». Состояние хорошее. Судьба неизвестна.
- 7-й Уральский казачий полк. 1891.9.7. Юб. знамя образца 1883. Полотнище тёмно-синее, кайма малиновая, шитье серебряное. Навершие образца 1883 высеребренное. Древко чёрное. «1591-1891». Икона неизвестна. Александр. юб. ленты «1891 года». Состояние хорошее. Судьба неизвестна.
- 8-й Уральский казачий полк. 1891.9.7. Юб. знамя образца 1883. Полотнище тёмно-синее, кайма малиновая, шитье серебряное. Навершие образца 1883 высеребренное. Древко чёрное. «1591-1891». Икона неизвестна. Александр. юб. ленты «1891 года». Состояние хорошее. Судьба неизвестна.
- 9-й Уральский казачий полк. 1891.9.7. Юб. знамя образца 1883. Полотнище тёмно-синее, кайма малиновая, шитье серебряное. Навершие образца 1883 высеребренное. Древко чёрное. «1591-1891». Икона неизвестна. Александр. юб. ленты «1891 года». Состояние хорошее. Судьба неизвестна.
- 10-й Уральский казачий полк знамени не имел.

### Лагерные сборы
Быковский (близ Требушинского посёлка Рубёжинской станицы) для всех станиц 1-го отдела, за исключением Илецких, Яманский (близ Яманского посёлка Мухрановской станицы) для Илецких станиц;
Мергеневский (близ Горячинского посёлка Мергеневской станицы) для всех станиц 2-го отдела;
Яманхалинский (близ Яманхалинской станицы) для всех станиц 3-го отдела.

### Туркестанские походы

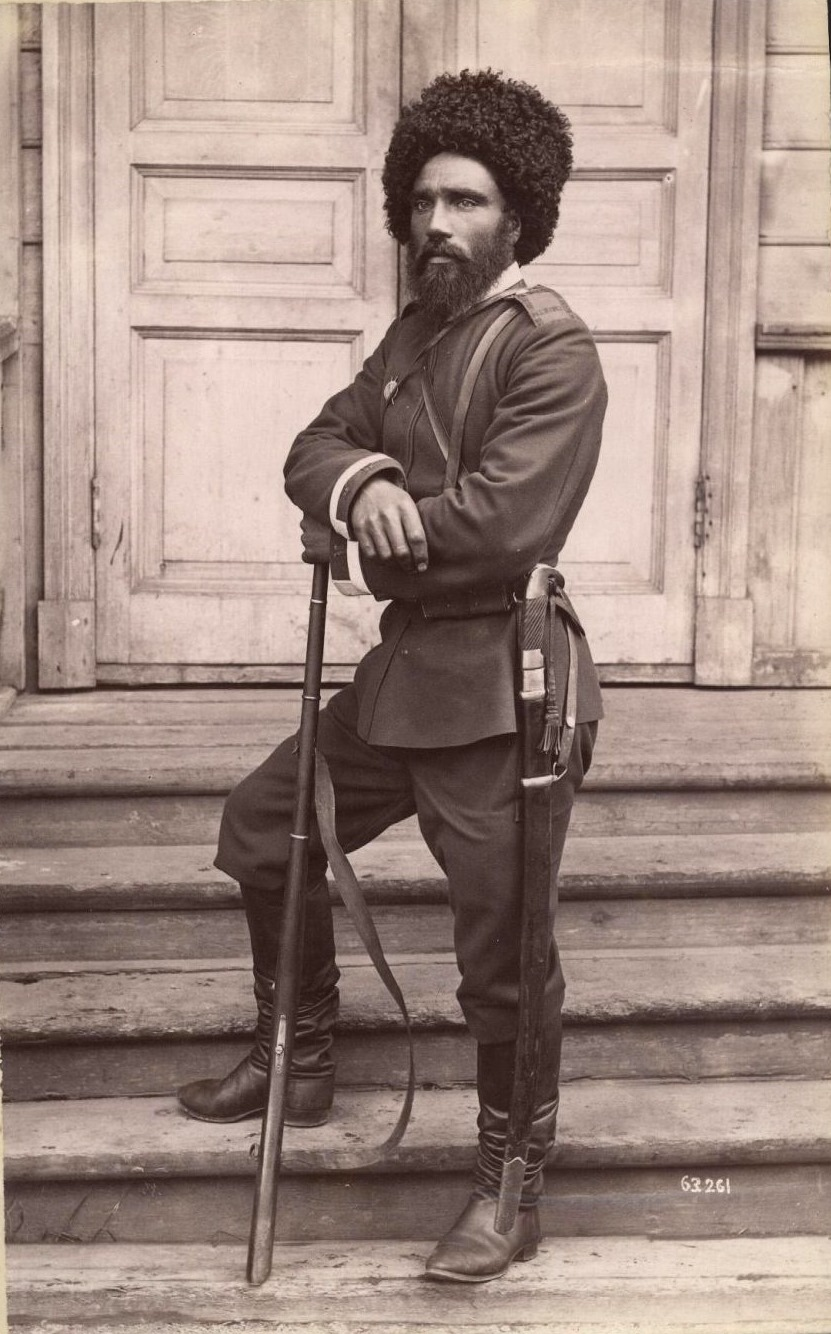
Уральский казак. 1892 г.

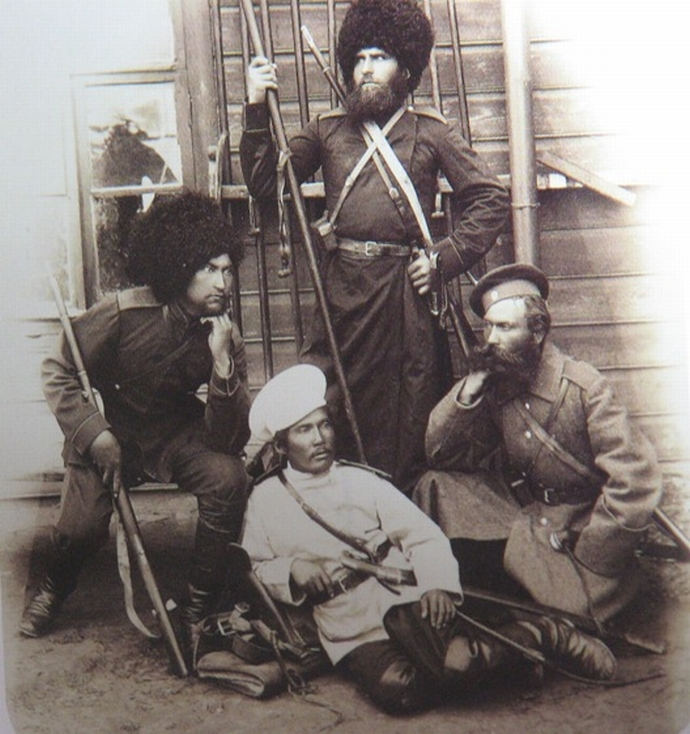
Казаки Уральской сотни Сводного лейб-гвардии казачьего полка

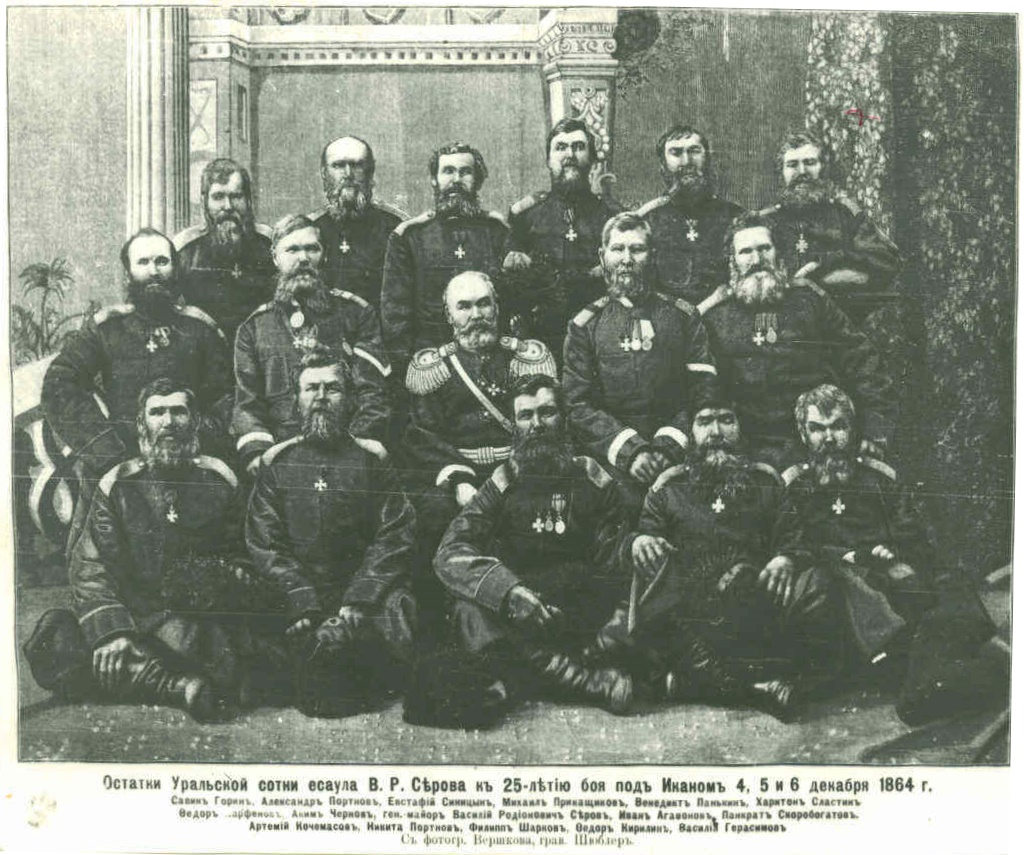
Участники Иканского сражения. Фото 1889 г.

Уральское казачье войско участвовало почти во всех войнах, которые вела Россия. В 1790 году в русско-шведской войне участвовали 150 оренбургских казаков, посланных на пополнение действующей армии. В 1798 году два полка участвовали в Итальянском и Швейцарском походах А. В. Суворова. В русско-французской войне 1806—1807 годов участвовали 2 оренбургских казачьих полка. Несколько казачьих полков (4 уральских и 2 оренбургских) в составе Молдавской армии попеременно воевали в длительной русско-турецкой войне 1806—1807 годов, отличившись во всех основных её сражениях. В Отечественную войну Уральские 3-й и 4-й казачьи полки — в составе Дунайской армии адмирала Чичагова, в зарубежных походах — в корпусах генералов Ф. К. Корфа и Д. С. Дохтурова. Казаки участвовали в русско-турецкой войне 1828—1829 годов и подавлении Польского восстания 1830 года. Во время Крымской войны из Уральского казачьего войска были откомандированы два полка.
Будучи своеобразной пограничной стражей, казаки регулировали кочевые перемещения казахских родов через Урал и обратно, принимали на себя попытки казахов отбить захваченные у них земли, участвовали в подавлении периодически поднимавшихся восстаний. Поэтому не случайно, что во время среднеазиатских походов уральские казаки были главной кавалерийской силой, сохранилось множество песен о взятии Ташкента и Коканда, одна из улиц Уральска до сих пор носит имя Чекменной в честь взятия Чимкента (Чекменя в произношении казаков).
Надо сказать, что изначально казаки тревожили ногайские, хивинские, кокандские и бухарские владения набегами и грабежами по своей инициативе, подобно тому, как запорожцы — земли Польши и турецкого султана. Из набегов привозили добычу, коней, в обязательном порядке — «жён хивинских». Походы были как успешными, так и крайне неудачными. Так например упоминаются походы двух яицких атаманов, Нечая и Шамая. Первый, набрав вольницу, отправился в Хиву, в надежде на богатую добычу. Счастие ему благоприятствовало. Совершив трудный путь, казаки достигли Хивы. Хан с войском своим находился тогда на войне. Нечай овладел городом без всякого препятствия; но зажился в нём и поздно выступил в обратный поход. Обремененные добычею, казаки были настигнуты возвратившимся ханом и на берегу Сыр-Дарьи разбиты и истреблены. Не более трёх возвратилось на Яик с объявлением о погибели храброго Нечая. Несколько лет после другой атаман, по прозванию Шамай, пустился по его следам. Но он попался в плен степным калмыкам, а казаки его отправились далее, сбились с дороги, на Хиву не попали и пришли к Аральскому морю, на котором принуждены были зимовать. Их постиг голод. Несчастные бродяги убивали и ели друг друга. Большая часть погибла. Остальные послали наконец от себя к хивинскому хану просить, чтоб он их принял и спас от голодной смерти. Хивинцы приехали за ними, забрали всех и отвели рабами в свой город. Там они и пропали, Шамай же, несколько лет после, привезен был калмыками в яицкое войско, вероятно для размена. С тех пор у казаков охота к дальним походам и грабежам охладела. Они мало-помалу привыкли к жизни семейной и гражданственной и занялись землепашеством.
Впервые в совместный с регулярной армией поход в Хиву яицкие казаки отправились с экспедицией князя Бековича-Черкасского в 1714—1717 годах. Яицкие казаки составляли 1500 человек из четырёхтысячного отряда, отправившегося из Гурьева вдоль восточного берега Каспия к Аму-Дарье. Поход, бывший одной из авантюр Петра I, сложился крайне неудачно. Более четверти из состава отряда погибли из-за болезней, жары и жажды, остальные либо погибли в боях, либо пленены и казнены, в том числе и начальник экспедиции. К яикским берегам смогли вернуться лишь около сорока человек.
После поражения астраханский генерал-губернатор Татищев начал организовывать гарнизоны вдоль хивинской границы. Но казаки смогли убедить царское правительство оставить Яик под своим контролем, взамен обещали за свой счёт обустроить границу. Началось строительство крепостей и форпостов вдоль всего Яика. С этого времени началась пограничная служба яицкого войска, время вольных набегов закончилось.
В следующий поход на Хиву уральцы отправились в 1839 году под командованием оренбургского генерал-губернатора В. А. Перовского. Зимний поход был плохо подготовлен, и хоть и не был столь трагическим, тем не менее в историю вошёл как «несчастный зимний поход». От бескормицы отряд потерял большую часть верблюдов и лошадей, в зимние бураны передвижение становилось невозможным, постоянная тяжёлая работа привела к изнеможению и болезням. На полпути к Хиве от пятитысячного отряда осталось половина, и Перовский принял решение вернуться.
С середины 1840-х годов началось противостояние с Кокандским ханством, так как приняв казахские жузы под свою власть, Россия фактически вышла к Сыр-Дарье. Под предлогом защиты подопечных казахов, а также предотвращения похищений своих подданных в рабство, началось строительство гарнизонов и крепостей от устья Сыр-Дарьи на восток, и вдоль Или на юго-запад. Под командованием оренбургских генерал-губернаторов Обручева, Перовского уральцы штурмуют кокандские крепости Кумыш-Курган, Чим-курган, Ак-Мечеть, Яна-Курган, после завершения строительства туркестанской пограничной линии участвуют в многочисленных сражениях под командованием Черняева, штурмуют Чимкент и Ташкент, затем уже под командованием фон Кауфмана принимают участие в покорении Бухары и успешном Хивинском походе 1873 года.
Одним из самых известных эпизодов в период покорения Коканда является Иканское дело — трёхдневное сражение сотни казаков под командованием есаула Серова у кишлака Икан недалеко от города Туркестана. Отправленные на разведку проверить сведения о замеченных шайках кокандцев, сотня встретилась с армией кокандского хана, направлявшегося для взятия Туркестана. Два дня уральцы держали круговую оборону, используя в качестве защиты тела убитых лошадей, а затем не дождавшись подкрепления, выстроившись в каре, пробивались через кокандскую армию, пока не соединились с направленным на выручку отрядом. Всего казаки потеряли в бою более половины людей убитыми, почти все оставшиеся в живых были тяжело ранены. Все они были награждены солдатскими Георгиями, а Серов — орденом Св. Георгия 4-го класса.
Уральское казачье войско участвовало и в Кокандских походах 1875—1876 годов.
Завершали эпоху среднеазиатских завоеваний походы в Хиву в 1879—1881 годах.

### Волнения 1874 года
Активное участие в туркестанских походах не спасало уральцев от царских репрессий. Изданное в 1874 году новое «Положение об управлении Уральским казачьим войском», ограничивало найма «охотников», которых казаки, не желавшие отправляться на службу, ранее могли нанимать вместо себя. Из-за этого многим казачьим хозяйствам грозили упадок и разорение. Казаки подали прошение об отмене этого Положения. На войсковом съезде выборных предстояло рассмотреть и принять к исполнению утвержденный правительством проект изменений в хозяйственном укладе жизни уральских казаков, однако от посылки своих депутатов на этот съезд большинство станиц отказались. Император Александр II распорядился: «Заставить силой сделать то, что они — уральские казаки — должны были бы сделать по добру». После этого к 18 сентября 1874 года в Уральске арестовали первых 78 казаков-«ослушников». Затем, после ареста около двухсот упорствующих, к 22 сентября из двадцати девяти станиц составлявших войско, двадцать шесть все же избрали депутатов на общевойсковой съезд. К началу октября число арестованных достигло 413 человек.
В итоге больше двух с половиной тысяч уральских казаков Александр II указом от 18 апреля 1875 года лишил казачьих прав и отправил на поселение в пределы только что покоренного им Хивинского ханства.

### Первая мировая война

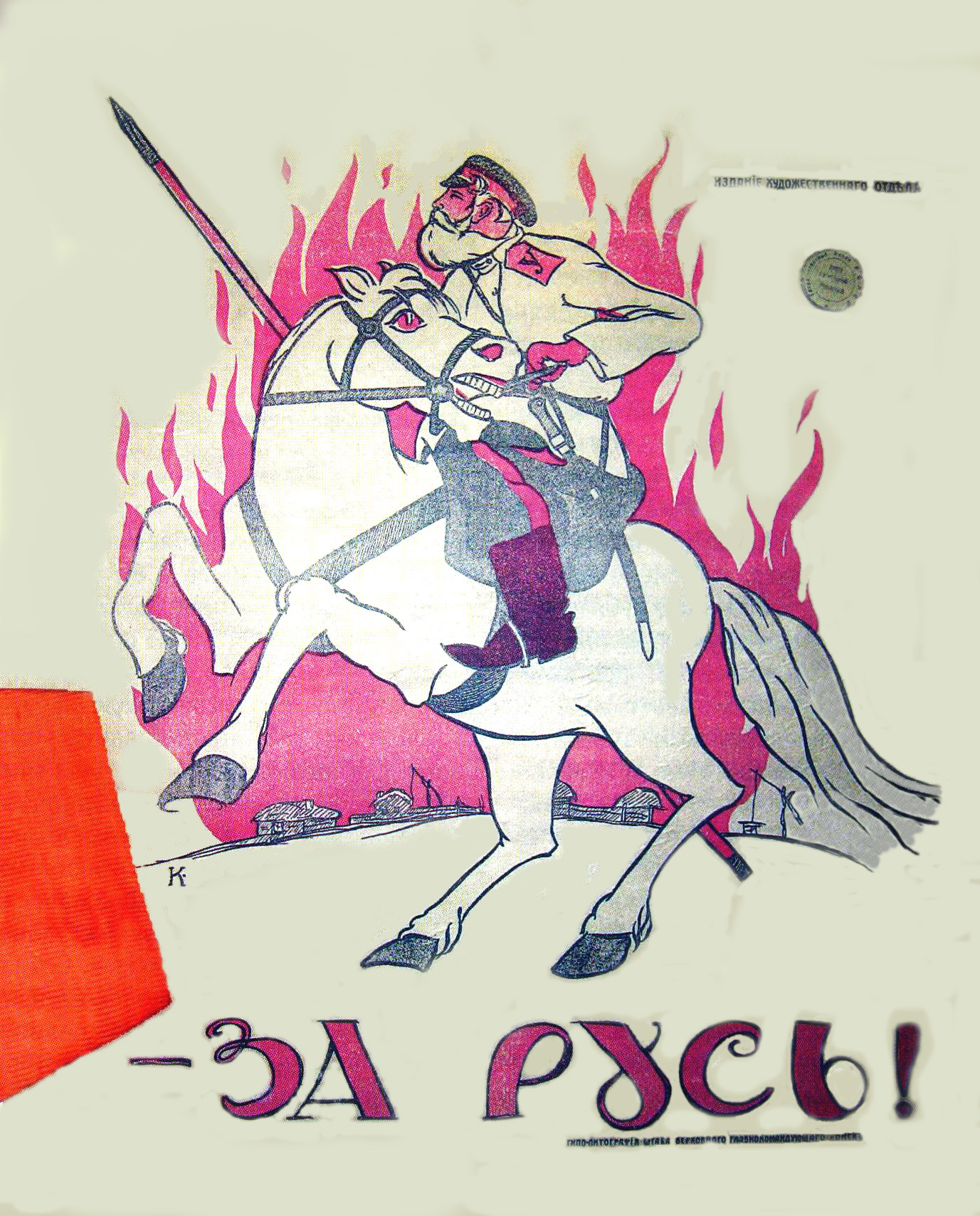
Уральский казак на белом плакате «За Русь». 1919

17.7.1914 приказом по войску № 647 объявлена мобилизация частей 2-й и 3-й очереди. Началось развертывание штаба Уральской казачьей дивизии (в Уральске), 4-го — 9-го Уральских казачьих полков, трех запасных сотен (в Уральске) с тремя отделениями конского запаса. Два последних из перечисленных полков имели четырёхсотенный состав, остальные состояли из шести сотен и составили Уральскую казачью дивизию. В Первой мировой войне все полки войска действовали на Восточно-Европейском театре. 1-й и 3-й Уральские казачьи полки сражались преимущественно в составе тех же кавалерийских дивизий, в которые входили до войны.
Во время Первой мировой войны войско выставило 9 конных полков (50 сотен), артиллерийскую батарею, гвардейскую сотню, 9 особых и запасных сотен, 2 степные команды, 1 артиллерийскую батарею (всего на 1917 год свыше 13 тысяч человек). За доблесть и отвагу 5378 уральских казаков и офицеров были награждены Георгиевскими крестами и медалями.
После Октябрьской революции 1917 уральских казаков постигла та же трагедия, что и большинство казачьих войск России. Заняв поначалу нейтральную позицию как к новоявленным властителям России (большевикам), так и к их противникам, казаки лишь стремились сохранить свои внутренние порядки, не допуская власти Советов над ними. Активно же противодействовать казаки, особенно фронтовики, не хотели, и поначалу и не пытались, во главе первых разрозненных мятежей стояли старики, радевшие за Веру и старину.

### Гражданская война
Но чем далее проявляли себя новые власти, тем ожесточённее становилось и сопротивление, Гражданская война понеслась по уральским землям. В марте 1918 года казаки разогнали у себя в области большевистские ревкомы и уничтожили посланные на подавление восстания карательные войска. В 1919 году в низовьях Урала войско выбрало себе атамана. Им стал казак Гурьевской станицы г. Гурьева генерал-лейтенант В. С. Толстов. Во главе с новым атаманом В. С. Толстовым казаки составили костяк Уральской армии, входившей в состав войск под командованием Колчака. Эпизоды тех событий можно найти в легендарном советском фильме «Чапаев» и в одноимённой книге Д. А. Фурманова.
Уральское казачество оказалось невосприимчиво к большевизму. Консервативные взгляды, общинный характер, имущественный достаток и относительная однородность уральских казаков поставили подавляющее большинство их в ряды противников Советской власти, раскол по имущественному положению среди них в годы гражданской войны практически не произошёл. Поэтому уральское казачество считалось одним из наиболее убеждённых и опасных врагов Советской власти, и по мере укрепления Красной Армии для борьбы с уральскими казаками она выделяла всё более значительные силы. В 1918 году уральцы стойко удерживали свою территорию, нанося время от времени тяжелые поражения красным войскам, но иссякание мобилизационных ресурсов, потери, отсутствие снабжения и хроническая нехватка современного вооружения (артиллерия, пулемёты) неизбежно вели их к поражению. К осени 1919 года значительная часть территории войска была занята красными войсками.
Разгром штаба 25-й стрелковой (будущей Чапаевской) дивизии в станице Лбищенской был последним успешным боем войска. Дальше последовали поражения за поражениями, остатки войска скатывались все ниже и ниже по Уралу к Каспию. После взятия красными Гурьева в январе 1920 года, остатки Уральской армии во главе с Толстовым совершили тяжелейший переход в Форт-Александровский, чтобы оттуда на судах переправиться на кавказский берег к Деникину. Зимний поход в ледяной пустыне привел к тому, что из 15-тысячного отряда к Форту-Александровскому вышли лишь 2 тысячи обмороженных и голодных казаков. К этому времени поход утратил какую-либо цель, так как и на юге России белое движение потерпело поражение.
Отряд в 214 человек (несколько генералов, офицеры, казаки, гражданские лица (члены семей), во главе с атаманом В. С. Толстовым ушли 4 апреля 1920 года в эмиграцию в Персию, Уральская армия прекратила своё существование, а Уральское казачье войско было ликвидировано. Поход из форта Александровского в Персию был подробно описан в книге В. С. Толстова «От красных лап в неизвестную даль» (Поход уральцев), впервые изданную в 1921 году в Константинополе. Книга переиздана в 2007 году в Уральске, в серии «Уральская библиотека» издательством «Оптима».
В 1930-х годах многие из оставшихся на родине, либо вернувшихся казаков подверглись большевистским репрессиям. В отличие от Донского, Кубанского или Терского войск, части которых Сталин перед самой Великой Отечественной войной восстановил, Уральское войско восстановлено не было и ушло в историю навсегда.

## Современность
24 февраля 1990 года в Уральске состоялся казачий круг, делегатам которого 30 марта удалось зарегистрировать «Уральское городское казачье историко-культурное общество». Первым руководителем обновлённого уральского казачества был избран Ю. Баев. Уже в июне 1990 г. на первый организационный круг Союза казаков, проходивший в Москве, делегация уральцев привезла с собой обращение к народным депутатам с просьбой о воссоединении части Уральской области с Россией. Одной из первых общественных акций казаков в г. Уральске было празднование 13-15 сентября 1991 г. 400-летия служения уральских казаков российскому государству, проведенное при поддержке Союза казаков России.
Атаманом Союза Уральских казаков стал Александр Андреевич Качалин.
Власти независимого Казахстана препятствовали возрождению уральского казачества. 27 января 1996 года было заявлено о возрождении Уральского казачьего войска, атаманом которого стал С. Иртикеев. Была зарегистрирована Уральская (Яицкая) казачья община. В 1997 г. из-за разногласий по поводу членства в Союзе казаков России произошёл раскол. Уральцы ташлинского и Илецкого районов Оренбургской области создали свою организацию в составе Союза казаков. В Уральске Союз казаков был представлен группой В. Скворцова.
После встречи членов правления с президентом Назарбаевым была зарегистрирована отдельная Община Яицких казаков под руководством В. Ю. Солодилова. В конце 1999 г. Община Яицких казаков и часть правления Уральской (Яицкой) казачьей общины провели совместный круг, избравший атаманов Б. Н. Сурганова. Эти действия не были одобрены другой частью У(Я)КО под руководством Иртикеева и Союзом казаков.
В 2000 году на место Б. Н. Сурганова был избран отставной подполковник Анатолий Авилов, зарегистрировавший ОО «Уральско-Яикское казачество». Таким образом в Уральске оказалось три крупных объединения с государственной регистрацией и своими атаманами.
В результате большинство низовых структур (станиц и хуторов) прекратило свою работу. Единственным функционировавшим в начале 2000-х годов было хуторское общество во главе с атаманом Белокуровым в составе ОО УЯК.
Главным культурным центром уральских казаков стал Народный музей «Старый Уральскъ», созданный  Н. А. Сладковой в 2003 г..
В 2006 году на базе ликвидированных Общины Яицких казаков и Союза казаков В. Скворцова создано ОО «Союз Яицких (Уральских) казаков».
В 2008—2009 гг. наметилось небольшое оживление в общественной деятельности, был запущен сайт, объединивший бывших членов организации, не примкнувших ни к одной из групп.
На территории РФ создано несколько уральских землячеств (Москва, Самара, Саратов, Оренбург, Санкт-Петербург), а также т. н. посольских хуторов.
Уральским предпринимателем А. Думчевым зарегистрировано ОО «Яик. Казачество. XXI век».
Ячейкой современного уральского казачества может выступать хутор (община из 4-50 человек), который собирается по главным праздникам (Михайлов день, Масленица, Пасха) в арендуемых помещениях Домов Культуры. Также общины проводят поминальные мероприятия вокруг поклонных крестов, установленных в местах захоронения казаков. Во время собраний исполняются казачьи песни, проводятся молебны и состязания. Члены хутора называются станичниками, а глава — атаманом. C 2004 года в посёлке Соболево (Первомайский район (Оренбургская область)) проводятся ежегодные июльские сборы уральских казаков. Так же в районном центре с. Илек, с 3 по 5 августа ежегодно, проводится сбор уральских казаков на берегу реки Урал.
В том же месяце в Ташлинском районе
С 9 по 12 августа ежегодно проводится сбор Яицких (Уральских) казаков. Приезжают потомки Яицких Казаков из разных городов России.
Сегодня уже регулярно в трех районах, исторических землях Яицких казаков, проводятся культурно- просветительские мероприятия. Посвященные истории и самобытности Славного Яицкого Войска.
В 2000-х годах на территории Илекского, Ташлинского и Первомайского р-нов Оренбургской области созданы реестровые организации в составе Оренбургского войска, но с правом ношения уральской формы.
В 2013 г реестровые организации объединились с УЯКО Иртикеева, создав на территории Оренбургской области Верхнеуральский отдел под управлением А. Портнова.
Тогда же на территории этих районов был создан ряд общественных организаций вольных казаков.
В 2019 году был избран Председатель правления ОО УЯК В. В. Самохвалов. Новым руководителем был принят ряд мер по объединению разрозненных деятелей казачества, построен памятник Иканским воинам, принято решение отказаться от использования военных знаков различия.
С начала 2000-х годов действует фольклорно-этнографический центр «Яик» (председатель И. Спиридонов).

## Ссыльные уральские казаки

Уральская казачка в праздничной одежде

Наиболее полно культура, обрядность и говор уральских казаков сохранились не на их исторической родине, а в Южном Казахстане и Каракалпакии, куда они были частично высланы в XIX веке. Причина этого — изолированность от русского народа и строго соблюдаемая ссыльными старообрядческая традиция, не допускающая смешения с иноверцами.
Причинами высылки уральцев стали неповиновение новому «Положению о воинской службе, общественном и хозяйственном управлении Уральским казачьим войском» и волнение в 1874 году казаков-старообрядцев Уральского казачьего войска. Высылка проходила в два этапа. В 1875 году — переселение уральских казаков-старообрядцев, а в 1877 году — семей ссыльных уральцев.
Ныне уральцы-старообрядцы (уходцы) Каракалпакстана представляют отдельную этно-конфессиональную группу (субэтнос), которая обладает:
- Этническим самосознанием (считает себя отдельным народом);
- Самоназванием — уральские казаки или уральцы (это самоназвание сохранилось, несмотря на указание в официальных документах и паспортах в графе национальность — русские);
- Определённой территорией расселения и компактностью;
- Конфессиональной особенностью — старообрядчество;
- Особенностью диалекта;
- Спецификой традиционной культуры (хозяйства, жилища, одежды, пищи, семейно-бытовой, календарной и религиозной обрядностью).

Схожая старообрядческая группа известна также в устье Сырдарьи (см. Казалинск).
Уральцы проживают на территории Южного Казахстана, где основным их центром, наиболее сохранившим традиционную национально-религиозную культуру, стало поселение Канцевка. Большое количество семей проживало в Туркестане, Джамбуле (Таразе), Чимкенте (Шымкенте).
После распада СССР значительная часть уходцев переселилась в Волгоградскую (г. Калач) и Астраханскую области.

## Религия
Около половины казаков принадлежало к РПЦ на основе единоверия, значительная часть были старообрядцами различных согласий — часовенного, беглопоповского, федосеевского, австрийского окружного и неокружного, спасовского, поморского.
Первыми храмами яицких казаков были Михаило-Архангельский собор и Кирсановская церковь, построенные возможно ещё до раскола, далее к ним прибавились Петропавловская и недолго просуществовавшая Преображенская церкви. Строительство Архангельского собора связано с царствованием Михаила Феодоровича. О времени постройки Кирсановской церкви существуют различные версии. Церкви Яицкого городка находились в ведении Казанской митрополии, сохраняя существенную самостоятельность. Все они считались православными, при этом, по предположению Наказного Атамана А. Дм. Столыпина, «по недостатку контроля в войске» службы в них могли совершаться по старопечатным книгам, присланным в первой половине царствования Алексия Михайловича, при этом казаки продолжали получать священников от Казанского митрополита.
Изолированное от бурных церковных перемен, войско и впоследствии считало за грех отступление от унаследованной веры и обрядов. Оставаясь чадами господствующей православной церкви, казаки воспротивились попыткам митрополита Луки (Конашевича) ввести новые книги и создатьв войске духовное управление во главе с присланным из Казани протопопом. Выражавший неудовольствие тем, что присланный на поставление в протопопы казак Максим Павлов молится по старому, митрополит Лука тем не менее был вынужден совершить его рукоположение. Право казаков на избрание духовенства из своей среды было утверждено распоряжением Елизаветы Петровны.
Фактически уральские храмы предвосхищали идею единоверия, оформившуюся на рубеже XVIII и XIX столетия, когда войсковые церкви официально обрели статус единоверческих, узаконив таким образом уже имевшее место положение вещей
Тем не менее, предоставление свободы старообрядцам имело и оборотную сторону. Воспользовавшись легализацией Иргизских монастырей, влиятельные фамилии войска обратились к их старцам для освящения Успенской часовни, ставшей центром беглопоповского согласия, в которое в 1780-х годах уклонилась большая часть войска.
Часовенные соглашались с присоединением к церкви лишь на условии предоставления им особых прав — с подчинением священника ведению войскового атамана, на что епархиальное духовенство ответило первоначально отказом. Согласно Витевскому, столкнувшись с недостатком попов во время холерной эпидемии, священник старообрядцев Василий Александров благословил на совершение треб мирян из числа причта Успенской часовни.
После присоединения часовни к единоверию поставленные в новую единоверческкую Успенскую церковь священники отказались от практики благословения мирян на подобную деятельность.
Ввиду этого и по причине недостатка попов в отдаленных районах войска избранные ранее наставники стали передавать друг другу полученное от о. Василия благословение.
Таким образом произошло разделение казаков на часовенных и церковных.
Укрепление положения единоверия в войске последовало в 1830-х годах, когда были заложены ряд единоверческих храмов в самом Уральске (Предотеченская и Крестовоздвиженская) и за его пределами (Введенская церковь в Сахарном). Тогда же были основаны первые общеправославные храмы — гарнизонная церковь Казанской божией Матери и Александро-Невский собор, заложенный цесаревичем Александром Николаевичем. Визит цесаревича при этом ознаменовался выступлением ряда казачьих представителей, подавших ходатайство лично Наследнику. Воспринятое Наказным Атаманом как бунт, это событие привело к вводу регулярных частей из Оренбурга и наказанием виновных.
Большинство подобного рода выступлений воспринимались самими уральцами как защита от посягательств на духовную жизнь казаков. Лишь с введением единоверия, когда в церквях, принадлежащих официальной церкви, разрешалось проведение служб протопопами из казаков по старому уставу и по старопечатным книгам, наступило некоторое затишье.

Три поколения уральских казачек во второй половине XIX века

Разгромы староверческих Иргизских скитов к середине XIX века привело к отделению определённой части казаков к «беспоповцам», появлению на Урале «австрийской веры», большая же часть окончательно перешло к единоверию.
Значительную роль в присоединении части казаков часовенного согласия сыграл Наказной Атаман Аркадий Дмитриевич Столыпин.
В качестве одной из главнейших мер по достижению этой цели он наметил обращение старообрядческих скитов в единоверческий монастырь. Присоединение авторитетнейшего Сергиевского скита произошло по добровольному желанию его старцев. Часовня скита была освящена священноиереем Саввой Севрюгиным.
Впрочем, государственные мужи прямо свидетельствовали, что «…казаки Войска Уральского все вообще с жёнами и детьми суть старообрядцы», атаман Столыпин предлагает митрополиту Антонию не проводить увещевание раскольников: «Казаками, Ваше преосвященство, надо быть очень осторожным: гнуть надо, но надо и парить, возбудить пугачёвщину очень и очень легко!» и докладывая в отчёте шефу жандармов В. А. Долгорукову от 6 декабря 1859 года, что «все 67 тысяч уральских казаков по единодушному согласию и добровольному влечению присоединились к единоверию», но по другому свидетельству — «Мудрено только, чтоб казаки сдались: это не мужики, которыми правительство привыкло помыкать как угодно». «Действительное приобретение для православия произойдёт только в следующем поколении, которое не останется некрещённое», — писал А. Д. Столыпин.
Столыпин шёл по пути максимального возможного компромисса, учредив для присоединившихся староверов так называемые благословенные церки — в Уральске, Илеке и Бударинском скиту.
Церкви эти состояли на особых правах, находясь в ведении Наказного атамана. Особые права их упоминались до рубежа 1890-х годов, после чего церкви стали именоваться просто единоверческими.
Важнейшим фактором укрепления единоверия стало строительство форпостных церквей
При этом после указа 1905 г. «О введении начал веротерпимости», когда старообрядческие церкви получили свободу, часть уральских казаков стала возвращаться из единоверия в старообрядчество.
В целях укрепления положения православия в войске было учреждено Уральское викариатство в во главе с епископом Тихоном (Оболенским). Строительство единоверческих (числом боле 80) и православных храмов продолжалось вплоть до 1917 года.

## Численность
К началу 1825 года Уральское казачье Войско считало в своем населении до 28 226 душ обоего пола. По данным на начало 1900 года, численность уральских казаков с членами семей составляла чуть более 123 тыс. человек
Гимн уральского казачьего войска
На краю Руси обширной,
Вдоль уральскихъ береговъ,
Поживаетъ тихо, мирно,
Войско кровныхъ казаковъ.
Знаютъ все икру Урала
И уральскихъ осетровъ,
Только знаютъ очень мало
Про уральскихъ казаковъ.
Жаль, что нетъ насъ тысячъ сорокъ,
Темъ не хуже мы донцовъ.
«Золотникъ хоть малъ, да дорогъ»,—
Поговорка стариковъ.
Наши пращуры и деды,
До временъ ещё Петра,
Были на поляхъ победы,
Страшно было ихъ «ура!»
Поляковъ неугомонныхъ
Колотили мы не разъ,
И французъ-то, безпардонный,
Не видалъ добра отъ насъ.
Мы рубили безъ пощады
Независимыхъ черкесъ,
И не знали ретирады
Ни въ ущелье и ни въ лесъ.
Жаль, что въ поле, на просторе,
Средь безчисленныхъ полковъ,
Не видна, какъ капля въ море,
Горсть уральскихъ казаковъ.
И мешаетъ нашей славе
Лишь количество одно,
А по качеству, мы вправе
Славу заслужить давно.
И беда-ли, что насъ мало!
Было меньше насъ и что-жъ? —
Ведь Хива отъ насъ страдала;
Кто же скажетъ: «это ложь»?
Могъ и нашъ Нечай отважный,
Какъ съ татарами Ермакъ,
Справиться съ Хивой. И важный
Онъ ужъ сделалъ къ цели шагь.
Мало насъ, но часть границы
Мы для Руси отвели;
Не одне свои станицы
Отъ киргизъ мы стерегли.
Отъ набеговъ, разорений
Мы спасали целый край.
Для соседственныхъ селений
И теперь за нами рай.
И заветною чертою
Мы назначили Яикъ,
Хоть за то у насъ съ ордою
Споръ быль тяжелъ и великъ.
Хоть два века тучей чёрной
Злые хищники вились,
Мы родной Уралъ упорно
Отстояли отъ киргизъ.
Много крови, безпокойства
Стоилъ быстрый нашъ Уралъ;
Но казакъ такого свойства:
Мило то, что съ бою взялъ.
Трудно было намъ возиться,
Но за то теперь кайсакъ
И названия боится:
Страшенъ имъ «Джаикъ-казакъ».
Много было дней несчастныхъ,
Поразскажутъ старики:
И въ плену и въ рукопашныхъ
Схваткахъ гибли казаки.
Знать, нигде ещё не пишутъ
О деяньяхъ казаковъ;
Обо всемъ, что наши слышатъ
Изъ разсказовъ стариковъ.

## Территориальное расположение

### 1-й Уральский военный отдел (Западно-Казахстанская область, Оренбургская область)
- Станицы: Уральская (город Уральск), Трёкинская (село Трёкино), Рубёжинская (село Рубежинское), Кирсановская (село Кирсаново), Иртецкая (село Иртек), Благодарновская (село Благодарное), Красноумётская (село Красное), Соболевская (село Соболево), Круглоозёрновская (посёлок Круглоозёрное), Илецкая (село Илек)[40], Студёновская (село Студёное), Мухрановская (село Мухраново), Мустаевская (село Мустаево)
- Посёлки: Подстёпный (село Подстёпное), Ново-Деркульский (село Жамбыл), Гниловской (село Володарское), Садовской (село Октябрьское), Дарьинской (село Дарьинское), Голицынский (село Галицино), Серпутовский (село Раздольное), Требушинский (село Красноармейское), Дьяковский (село Озёрное), Январцевский (село Январцево), Ранневский (село Раннее), Бородинский (село Бородинск), Ташлинский (село Ташла), Болдыревский (село Болдырёво), Грязно-Иртецкий (село Заречное), Вязовский (село Вязовое), Царевскогий (село Широкое), Чувашскинский (село Чувашинское), Озерновский (село Озёрное), Таловый (село Таловое), Пылаевский[41], Грязновский (посёлок Ленинский), Манцуровский (село Мансурово), Атаманский, Царево-Никольский (посёлок Революционный), Серебряковский (село Серебряково), Щаповский (село Щапово), Деркульский (село Кордон), Ливкинский (село Ливкино), Перемётный (село Кайнар), Сухореченский (село Сухоречка), Озёрский (село Озёрки), Затонный (село Затонное), Кинделинский (село Кинделя), Спицынский, Головской (село Раздольное), Яманский (село Яман), Лопасский (село Лапаз), Герасимовский (село Герасимовка), Алексеевский (село Алексеевка),

### 2-й Лбищенский военный отдел (Западно-Казахстанская область)
- 1. Станица Чаганская
  - Посёлок 1-й Чаганский
  - Посёлок 2-й Чаганский
  - Посёлок Кушумский
- 2. Станица Скворкинская
  - Посёлок Владимирский
  - Посёлок Янайкинский
  - Посёлок Богатский
  - Посёлок Джемчинский
- 3. Станица Бударинская
  - Посёлок Прорвинский[42]
  - Посёлок Коловертинский (село Коловертное)
  - Посёлок Барановский
- 4. Станица Лбищенская
  - Посёлок Кожехаровский
- 5. Станица Мергеневская
  - Посёлок Горячинский
  - Посёлок Каршенский[43]
- 6. Станица Сахарновская[44]
  - Посёлок Калёновский
  - Посёлок Лебяжинский[45]
  - Посёлок Антоновский
- 7. Станица Калмыковская
  - Посёлок Кругловский[46]
  - Посёлок Котельный
  - Посёлок Красноярский
- 8. Станица Каменская
  - Посёлок Ассеричевский
  - Посёлок Вавилин
  - Посёлок Зелёновский
  - Посёлок Паникский
  - Посёлок Цыгановский
- 9. Станица Чижинская
  - Посёлок 1-й Чижинский
  - Посёлок 2-й Чижинский
  - Посёлок Ермоличевский
  - Посёлок Ширявский
  - Посёлок Подтяженский
  - Посёлок Шилинский
  - Посёлок Богатырёвский
- 10. Станица Кармановская
  - Посёлок Кызыл-Абинский
  - Посёлок Пятимарский
  - Посёлок Кисык-Камышенский
- 11. Станица Глиненская
  - Посёлок Бородин
  - Посёлок 1-й Глиненский[47]
  - Посёлок 2-й Глиненский
  - Посёлок Мухорский
  - Посёлок Мокринский
- 12. Станица Сламихинская
  - Посёлок Берёзовский
  - Посёлок Таловский
  - Посёлок Абинский

### 3-й Гурьевский военный отдел (Атырауская область)
- 1. Станица Кулагинская (село Есбол)
  - Посёлок Харкинский
  - Посёлок Горский
  - Посёлок Гребенщиковский
- 2. Станица Орловская
  - Посёлок Зелёновский
  - Посёлок Тополинский
- 3. Станица Яманхалинская
  - Посёлок Кармановский
  - Посёлок Баксайский
- 4. Станица Сарайчиковская
  - Посёлок Сорочинский
  - Посёлок Редутский
  - Посёлок Кондауровский
  - Посёлок Богатский
- 5. Станица Гурьевская

## Хозяйство
Основным занятием уральских казаков во все времена было рыболовство. Богатая осетровыми река Урал (Яикушка-Золотое донышко) давала в Царской России основной «урожай» чёрной икры и красной рыбы. Ниже Уральска казаками был построен учуг. Право на устройство учуга, подтвержденное многими законодательными актами, составляло одну из важных и старинных привилегий Уральских казаков. Пространство перед учугом охранялось караулом, вооружённым вплоть до пушек. Все правила рыбной охоты были расписаны до мельчайших подробностей, существовали зимние, весенние, осенние сезоны ловли, периоды покоя, когда во время нереста запрещался даже колокольный звон в церквях, не то что появление на реке. Уральское рыбное хозяйство считалось передовым по России, основные его действа были многократно описаны в художественной литературе, в частности Далем, Короленко, Фединым, уральцами Железновым и Савичевым. Правила рыбной ловли последний раз систематизировались Н. А. Бородиным, уральским казаком, учёным-ихтиологом, выпускником Петербургского университета, пионером искусственного разведения осетровых на Каспии для поддержания популяции. «Правила рыболовства в Уральском казачьем войске» гласили:
- Рыболовства морские:
  1. Весенний курхай («курхай»).
  2. Осенний курхай («жаркое»).
  3. Аханное (зимнее).
- Речные:
  1. Севрюжья плавня или плавня весенняя («севрюги»).
  2. Осенняя плавня («плавня»).
  3. Багренье (зимнее).
  4. Зимнее неводное гурьевское («зимние невода»).
- Второстепенные рыболовства: I. Производящиеся под наблюдением атаманов рыболовств:
  1. Узенское (осеннее и зимнее).
  2. Челкарское (зимнее).
- Свободные рыболовства:
  1. Лов по старицам во время весенней плавни и вообще весенний лов в черных водах (неводами и сетями).
  2. Зимний лов в запорных старицах (неводами).
  3. Вольный лов (зимою) по чёрным водам, не запертым (неводами).
  4. Лов сижами и режаками по Уралу (зимою).
  5. Багорчиковое рыболовство (зимою с Калёновского форпоста вниз по Уралу).

Учуг на реке Урал

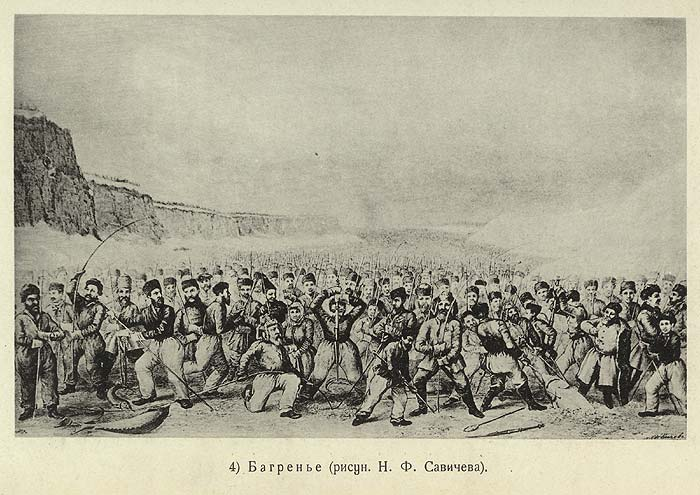
Рисунок Багренье из книги Н. Ф. Савичева

Самым известным и оригинальным способом было багренье, лов красной рыбы баграми, который производился под льдом от Уральского учуга и далее вниз по Уралу на так называемых зимовальных ямах (ятовях). По сигналу — удару пушки все собравшиеся на берегу казаки бегом спускаются на лед и, прорубая его, опускают в воду багор и подцепляют им рыбу, лежащую в ятови или поднимающуюся из неё. Казаки соединяются обыкновенно артелями от 6 до 15 человек. Производится в декабре и разделяется на:
- «презентное» или «первый кус» (один день), для представления произведения этого лова к Императорскому двору (надо сказать, что к XX веку, когда уловы падали, собрать казаков на царский лов становилось проблемой);
- малое в средине декабря (5 дней);
- большое, через 10 дней после малого, в течение 8 дней.

Багренье составляло исключительную принадлежность Уральского края, едва ли не самое древнее рыболовство. По крайней мере, порядок, каким оно производился, мог возникнуть только при чрезвычайном обилии рыбы.
Во время весенних и осенних плавней определялись так называемые рубежи, которые рыболовы должны проходить в сутки. Войсковое правление назначало ежегодно время, когда именно лов рыбы должен начинаться и оканчиваться. Для надзора за порядком лова назначались особые плавные атаманы. В назначенный для начала лова день, по сигналу, данному выстрелом из пушки, казаки, собравшееся на первый рубеж, садились в опущенные накануне в воду свои будары (лодки) и неслись по течению Урала, стараясь обогнать друг друга, в надежде на более изобильный лов впереди других. По берегу за ними следовали местные и иногородние купцы, скупавшие пойманную рыбу для немедленного посола и приготовления икры тут же на берегу. С начала июня всякий лов в Урале, ниже учуга, близ города Уральска, и в море прекращался до половины августа, под страхом уголовного преследования за нарушение запрета.
Другим основным занятием было коневодство на степных хуторах. Земледелие же было развито слабо, средний надел на семью составлял 22 га, значительная часть земель из-за непригодности и отдалённости не использовалась. В отличие от других казачьих войск, в Уральском казачьем войске не был выделен войсковой запас, то есть запасной земельный фонд, а войсковой капитал был общим без выделения станичных капиталов.